# Jessica Iskandar
Jessica Iskandar (Jakarta, Indonèsia, 29 de gener del 1988) és una actriu, comediant i mestra de cerimònies indonèsia.

## Filmografia
- Dealova (2005)
- Diva (2007)
- Coblos Cinta (2008)
- Nazar (2009)
- Istri Bo'ongan (2010)
- Kung Fu Pocong Perawan (2012)